# Кралски райски птици
Кралски райски птици (Cicinnurus) са род птици от семейство Райски птици, разред Врабчоподобни, който обединява три вида райски птици. Родът е класифициран от френския орнитолог Луи Велио през 1816 г.

## Разпространение
Кралските райски птици обитават дъждовните тропически гори на Нова Гвинея и Молукските острови. Разпространени са в равнинните области и планинските региони до 1400 м надм. вис. Популациите на видовете са стабилни, с изключение на тази на Синьоглавата райска птица, която е категоризирана в Червената книга на световнозастрашените видове като „почти застрашен“ вид, с популация близка до критичния минимум. Основната причина за това е, че Синьоглавата райска птица обитава само горите на малките острови Вайгео и Батанта край западните брегове на Индонезийска Нова Гвинея и популацията ѝ е по начало ниска. Освен това поради ограничената си площ и ресурси малките острови са много уязвими екосистеми и човешките дейности като дърводобив и бракониерство са много по-опустошителни за тях. Останалите 2 вида са широко разпространени в цяла Нова Гвинея, т.е. обитават много по-обширна територия и популациите им са стабилни.

## Особености
Представителите на рода са по-дребни по размери в сравнение с останалите видове райски птици. Дължината на тялото и при трите вида е между 16 и 20 см. Както при повечето райски птици, така и при кралските мъжките се отличават с изключително красиво оперение в различни цветове. Хранят се с плодове и членестоноги.

## Списък на видовете и подвидовете
- Кралска райска птица (Cicinnurus regius)
  -     - Cicinnurus regius coccineifrons
    - Cicinnurus regius cryptorhynchus
    - Cicinnurus regius gymnorhynchus
    - Cicinnurus regius regius
    - Cicinnurus regius rex
    - Cicinnurus regius similis
- Великолепна райска птица (Cicinnurus magnificus)
  -     - Cicinnurus magnificus chrysopterus
    - Cicinnurus magnificus hunsteini
    - Cicinnurus magnificus intermedius
    - Cicinnurus magnificus magnificus
- Синьоглава райска птица (Cicinnurus respublica)